# 肖友懷事件
肖友懷事件（或稱肖友懷風波、無證大陸男童匿港九年事件、12歲男童非法留港九年事件等）是指在2015年5月21日發生於香港，引起社會熱烈關注的事件。一名年近70歲的婦人周紹璇聲稱其12歲的外孫肖友懷（暱稱「懷仔」）因遭父母遺棄，於三歲時以「雙程證」由中國大陸來港後，違法逾期在港居留，亦未嘗為之辦理身份證明及居留權，因此亦未安排男童接受教育。2015年4月，因受到15歲無證少女跳樓身亡事件 （页面存档备份，存于）影響，擔心悲劇重演下與非法居港長達九年的孫兒，在立法會議員陳婉嫻及律師陪同下自首，警方遂以三項罪名將她拘捕，包括違反《教育條例》及教唆他人逾期居留等。男童則成功獲當局發出臨時身份證明書（俗稱「行街紙」），短期內可留港，或可在港接受教育。事件引起社會極大迴響及爭議，有輿論擔心若先例一開，便可能令同類事件湧現，使香港的入境管制和法治制度崩潰。但亦有聲音認為今次屬個別事件，應以人道立場讓男童居港。最終，肖友懷「自願遣返」回到中國大陸，而周紹璇則被判4個月監禁，緩刑3年。

## 背景
據宣稱是男童外婆的67歲婦人周绍璇於2015年5月21日供稱，該男童於2003年出生於中國大陸深圳市，其母親因患上乳癌，父親因工業意外截手，母親認定還在胎中的男童為自己帶來不幸，兼雙親無力養育，男童出世後不久便被放入紙盒遺棄街頭，沒辦理戶籍及出世紙，父母從此下落不明。周不忍男童成為孤兒，於是救回並交託深圳一位「阿嬸」照顧，周婦繼續在港某停車場工作，賺錢供養男童。該男童未足3歲，在深圳的阿嬸嫌錢少拒絕照顧。周婦於2006年假借他人戶籍安排年僅三歲的男童改名為「肖友懷」以「雙程證」來港，居於其位於觀塘順利邨的寓所，與丈夫一起照顧男童。肖友懷曾入讀幼稚園幾個月，惟證件快到期即被勸退。其後周婦沒有再為男童辦理任何擔保書及居港權的手續，亦沒有安排男童上學，只在家教他讀書寫字，違反逗留條件長達九年。2015年4月因發生15歲無證少女墮樓事件，令男童感同身受，自稱有跳樓傾向，加上每次在街上碰見警察亦想「掉頭走」。周婦為免悲劇重演，便在工聯會立法會議員陳婉嫻及律師陪同下與男童自首，被警方以「涉嫌觸犯協助或教唆逾期居留」、「行使非法手段取得證件」及「作出虛假聲明」拘捕。在陳婉嫻的協助下，男童獲入境處發出臨時身份證明書，又稱擔保書。

### 媒體報道男童真正身世
2015年6月5日，即肖友懷表示自願遣返中國大陸後翌日，《明報》報道稱根據中國公安的調查結果所得，實况與外婆周婦早前宣稱有別，公安已找到肖友懷雙親，他有一兄，父親沒有截肢，其父母也願意接回懷仔；他當年亦是以自己身分申請雙程證來港而不是借用他人身份；而外婆聲稱一直未能聯絡上女兒，但其實周婦已能與女兒取得聯繫。
其後，該報記者走訪男童家鄉，親屬證實男童父親並無截肢，而是斷手骨，手部活動能力受影響，並且失去工作能力而須靠妻子養家。

## 發展
協助周婦的工聯會立法會議員兼黃大仙區議員陳婉嫻表示今次屬個別事件，性質特殊，而男童亦屬無辜，希望政府可以「人道立場」處理事件，向男童發出居留權。而勞工及福利局局長張建宗則表示政府非常關注今次事件，並已由多個部門跟進。入境處回應事件時指會通過中國大陸相關部門聯絡其父母，先核實男童身份，以及調查相關涉案人士後，便會以人道和恩恤等因素處理遣返事宜。由於身份核查及處理過程需長達數年，男童在這段期間可以透過擔保書申請入學。教育局亦擬安排男童入學，社會福利署則安排社工協助周婦和男童。而據協助男童的律師劉嘉華稱，若肖友懷可留港，黃大仙區的孔教學院大成小學可讓其入讀，該校的校長袁潘淑嫻稱會先讓他面試，再決定安排他入讀哪個年級。肖友懷在面試後獲界定為小學三年級程度，較同齡小朋友低四級，而中文和數學的能力不俗，可讀小三或小四。此外，2014年亦有一名非法留港11年的19歲女子獲入境處酌情批准居留，與本案的性質類似。
事件發生後不久，有市民發現肖友懷與一段於2014年12月16日上載於YouTube、名為「順利邨遇上技安打大雄」的片段有關，片段中一名疑似肖友懷的男童向屋邨內的另一名男童吵架及爭執，其後有人更疑似出手追打對方。陳婉嫻其後向肖友懷證實片中男童的身份，表示希望外界以「大愛精神」包容他，更反證他需要正常的生活及接受正當教育；片段引起部分市民質疑，認為男童欺騙港人的同情心。亦有網民聲稱曾在深圳市龍崗區一書報攤見過肖，質疑他並非在香港長住。此外，據拍攝該片段的市民指稱，肖友懷經常流連便利店玩遊戲機。
6月4日，懷仔由外婆帶同到入境處要求自願遣返中國大陸，入境處指透過中國大陸公安機關核實確定懷仔為一名中國大陸籍居民，故就自願遣返安排與內地方面作出協調，即日完成遣返程序，由政府車輛載着兩婆孫進入文錦渡禁區，經羅湖口岸離境。

### 示威抗議

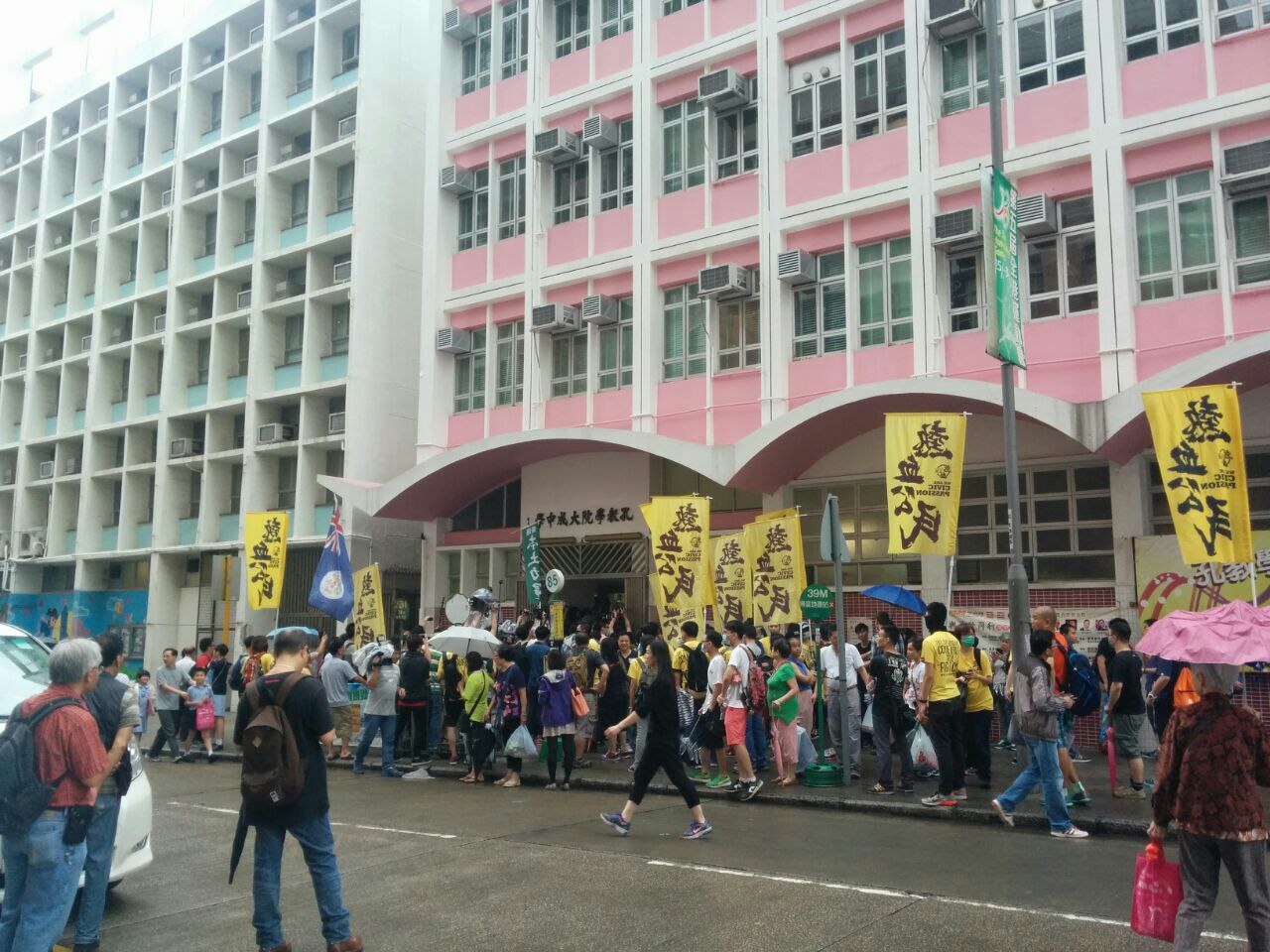
香港本土力量及熱血公民帶領的香港本土派示威者到被指容許肖友懷入學的孔教學院大成小學校門前示威。

香港市民普遍反對入境處向違法逾期居留人士開出先例，令非法入境或違法滯留人士取得居留權。有意見指香港早前已飽受「雙非」困擾，肖友懷個案更可稱為「三非」，即父母及自己均不是香港人，不少市民都認為先例一開，日後會有更多人士濫用制度，以類似手段把小童偷渡來港匿藏，再以同樣理由取得居港權，令出入境管理制度瓦解，並且令本來嚴重不足的房屋和醫療資源更為短缺。
5月23日，香港本土力量在Facebook發起「包圍」陳婉嫻位于黃大仙上邨的辦事處，表達對工聯會出賣港人權益，助「三非童」居港的憤怒和不滿。香港本土力量及熱血公民成員共約50人參與，不過辦事處無人辦公。香港本土力量成員將反對標語，如「陳匪婉嫻落地獄」、「無法無天、包庇罪犯」貼在辦事處外。
示威者其後到為懷仔「安排面試」的孔教學院大成小學外抗議，又按學校門鐘和拍打玻璃門。其後在校門外張貼「偷渡」、「賣港賊」、「包庇罪犯無法無天」、「大成小學之我同學係人蛇」等字樣。有該校女生見示威者的行為而大哭，說：「我哋學校一路淨係想畀啲新嘅同學知道知識……犯咗法又點喎??點解要貼呢啲嘢呀！」（我們學校一直只是想讓新同學學到知識，即使犯法又怎樣？為什麼要貼這些東西？）
網上到晚上有言論針對該名女生。
另有網民發起發起一人一信行動，要求網友去信入境處，要求嚴正執法，將肖童遣返大陸，專頁一日後已有逾3,000人加入。同時，網民循舉報「濫用公屋資源」方向，起底肖友懷於順利邨的住址。
此外，網民批評陳婉嫻是「出賣港人」。有記者更在新聞工作者facebook專頁「鏡頭以外 （页面存档备份，存于）」匿名留言，稱「政客們做大龍鳳，大家見慣不怪，但做的如此卑鄙、賤格，真係第一次見」。該留言者力斥記者會竟未有為涉事人提供口罩保護身份，又似未有向當事人解釋清楚當中牽涉之刑責，而談及一旦被遣返，則引述只稱「唔想行到呢一步」，但他認為「根本係冇為當事人想到最壞一步」，留言最後反問一句：「究竟全盛時期嘅嫻姐，可以一次出賣幾多人？」
5月25日，青年新政及本土民主前線等多個團體發起「反三非、衛本土大游行」從銅鑼灣出發游行到灣仔入境事務大樓，要求入境處遣返肖友懷。與此同時，當日勇武前綫亦舉辦到肖友懷順利邨住所，向房屋署遞交濫用公屋表格。

### 媒體揭發謊話連篇
入境處調查發現肖友懷外婆周氏婦人，對肖友懷身世謊話連篇。其中周曾稱一直無法聯絡其身在內地的女兒，即懷仔生母，但據悉過去多年來，懷仔生母也曾多次來香港，其中更不止一次由母親周紹璇陪同，懷母最近一次來港是在今年年初，顯示周一直有與女兒聯繫。周紹璇2015年6月17日晚承認，過去兩年最少3次跟女兒聯繫，是故意隱瞞真相，以使肖友懷能申請居港權。
調查亦顯示肖友懷在中國大陸有戶籍且至今仍有效，當年亦是以中國大陸戶籍身份申請來港。

## 迴響
肖友懷事件引起極大爭議及社會極大迴響。不少市民均對事件強烈反彈，北區水貨客關注組發言人梁金成在Facebook開設以「要求入境處嚴正執法，即時將肖友懷遣返中國」為名的專頁，並發起「一人一信」行動，專頁開設後不足三小時，便有超過2,000人響應，首天共吸納逾6,000名支持者。梁金成指大量網民對事件感到不滿，擔心一旦先例一開，便會對香港造成極大衝擊。
- 人口政策關注組發言人譚凱邦表示男童雖有值得同情的地方，但由於今次事件屬犯法行為，認為最佳做法是將男童遣返大陸，並指出入境處應公平地處理事件，避免同類事件大量湧入香港，否則後果難以估計[35]。

- 曾任入境處處長的葉劉淑儀說，發「行街紙」只是讓當事人在調查期間擔保外出。[36]

- 教育局局長吳克儉出席公開活動後，主動提及示威抗議表示對示威者拍打學校玻璃等激烈行為，感到非常遺憾及不必要，呼籲示威者保持克制，並以合情、合理、合法情況下，表達意見。[37]

- 立法會教育界議員葉建源說尊重市民表達意見的權利，但要考慮場合及對象是否適當。他認為今次示威者行動不恰當。

- 民主黨涂謹申批評示威者妨礙議員工作，甚至帶少許威嚇成分。指出陳婉嫻只是協助陳情，決定權在入境處長手上，而孔教大成小學亦不應被針對，但有媒體認為陳婉嫻高調協助違法居港人士爭取居港權，企圖向入境處施壓，目的只是為選舉鋪路[38]。

- 人權組織發起遊行，指男童有接受教育的權利。香港人權監察總幹事羅沃啟出席電台節目時稱，根據國際標準，任何兒童，即使是非法入境人士，都有接受教育的權利，強調當局在處理此個案時需考慮其特殊情況。[39]

雖然大部份聲音皆反對港府收留肖友懷，但亦有意見認為社會應以人道立場體諒年紀老邁的外婆，讓其可以放心照顧孫兒。人權監察副主席庄耀洸認為，即使男童獲得居港權，亦不會成為先例。他解釋因這類事件屬性質非常特殊的個案，法例賦予政府很大權力，行使酌情權需從每件個案獨立考慮。他舉出2001年談雅然案作為例子，指出當年終審法院裁定港人内地领养子女不享有居港权，但入境處因在廣大民意支持下才行使酌情權對該女童發出居港權。他並指其後類似案例亦難再獲得相同待遇，故認為今次事件不會令同類個案湧現。香港獨立媒體作者張靈則認為香港市民處理事件的手法「面目可憎」，不停攻擊男童，質疑他們沒有愛心，只是展露出仇怨，對男童居港九年卻從未獲得香港福利仍不以為然。另一方面，網上流傳一段肖友懷在街上打人的片段，其後協助該男童的議員陳婉嫻證實打人的確是肖友懷。有意見認為即使把男童依法遣返，男童的外婆也可以到中國大陸與男童團聚和生活。立法會議員范國威認為，政府考慮恩恤的同時，必須要顧及社會後果，防止更多人以非法途徑滯留香港。

## 結果
2015年6月4日，肖友懷及其外婆到九龍灣入境事務處說明他們自願遣返中國大陸，並即日由入境處職員陪同下乘車到羅湖口岸過關，離開香港，肖友懷的臨時身份證明書亦即時回收。其外婆稱他們受的壓力很大及「香港沒有容身之所」，所以自願返回中國大陸。後來外婆又改口稱，是受到工聯會立法會議員陳婉嫻誤導，令她以為找到肖友懷的父母才「自願」回內地，更指工聯會曾說送肖友懷和其外婆「越遠越好」。然而工聯會立法會議員黃國健指當天外婆告之工聯會他們自願返回內地，所以工聯會派出助理陪同他們到入境處辦手續，並通過工聯會深圳中心租車，按外婆的要求，送他們到深圳西鄉，更否認有關「越遠越好」的言論。
二人過關後在口岸一帶徘徊，大批香港傳媒跟隨追訪至深圳。晚上8時傳媒在羅湖出境大樓附近發現兩婆孫，周婦促記者不要追訪，聲稱要「放過他們」，肖友懷喝令記者「走開」和「去死」。在公安協助下二人最後乘計程車離去。
2015年9月10日，肖友懷的外婆周紹璇涉嫌協助及教唆他人違反逗留條件，被正式落案起訴。她早上在社區組織協會總幹事施麗珊陪同下，到入境處一般調查組報到。
最終，周紹璇承認控罪，於2015年11月10日在沙田裁判法院被判4個月監禁，緩刑3年。

## 後續發展
2016年，社區組織協會施麗珊接受查詢時表示她一直援助在深圳居住的肖友懷及其外婆。
2017年8月，肖友懷獲發雙程證到香港探訪外公。

## 相似事件
- 2015年4月發生的無證少女跳樓身亡事件，事件裏一名15歲英菲混血富家女出生後父母一直未為她辦理出生登記，亦無安排她入讀學校，後疑因身份問題跳樓身亡。
- 因為前項也間接使入境處查出1997年以後，55宗沒出世紙的個案，當時最大已經19歲，一半案件未滿三歲。
- 多起類似騙取居港證的事件。例如2015年5月的「真假港爸」事件